# Giro paraterminal
El giro paraterminal es una circunvolución del cerebro. Situada en la superficie interna de este, va desde el quiasma al pico o rostrum del cuerpo calloso. Corresponde a una capa de sustancia gris de localización frontal y ventral con respecto a la rodilla del cuerpo calloso.